# Nová Buková
Nová Buková là một làng thuộc huyện Pelhřimov, vùng Vysočina, Cộng hòa Séc.